# ガヴァメント・イシュー
ガヴァメント・イシュー(Government Issue)は、アメリカのハードコア・パンクバンド。1980年にワシントンD.C.にて結成。そのキャリアを通してメンバーは流動的であり、結成から解散まで在籍したオリジナルメンバーはヴォーカリストのジョン・スタブのみである。ワシントンD.C.のハードコア・シーン黎明期のバンドでありながら、後年にヘヴィメタル、サイケデリック・ロック、ニュー・ウェイヴなどの要素を織り交ぜた音楽性を展開し、後続のバンドに影響を与えた。

## 来歴
パンクバンドThe Stabb解散後、1980年にボーカルのジョン・シュローダー（John Schroeder）が名前をジョン・スタブ（John Stabb）名義に変え、スタブとドラマーのマーク・アルバースタットがギタリストにジョン・バリー、ベーシストにブライアン・ゲイを誘いガヴァメント・イシューを立ち上げる。12月に初公演。2度目の公演は警察によって中断された。1981年9月にデビューEP『Legless Bull』をディスコード・レコードよりリリース。ベーシストのゲイが大学進学のため脱退し、マイナー・スレットのブライアン・ベイカーが加入。ギタリストのバリーもその後脱退し、ベイカーがギターを担当。トム・ライルがベーシストとして加入。
1982年に2ndEP『Make an Effort』をリリースし、ベイカーがマイナー・スレットに復帰。ライルがギターを担当し、ベーシストとしてミッチ・パーカーが加入。1983年に1stアルバム『Boycott Stabb』をリリース。ロブ・モスが一時的にベーシストを担当し、ギタリストにマイク・フェローズが加入し1984年に2ndアルバム『Joyride』をリリース。フェローズはライツ・オブ・スプリングに加入し、ジョン・レオナードがギタリストとして加入、1985年に3rdアルバム『The Fun Just Never Ends』、EP『Give Us Stabb or Give Us Death』、ライヴ・アルバム『Live on Mystic』をリリース。
4thアルバム『Government Issue』レコーディング中にアルバースタットとレオナードが脱退、新ドラマーにショーン・セイリー、新ベーシストに元マイナー・スレットのスティーヴ・ハンスゲンが加入しアルバムを完成。スタブはよりメロディアスな音楽性を模索した。セイリーとハンスゲンはまもなく脱退し、J.ロビンスとピーター・モフェットが加入。1987年に5thアルバム『You』、1988年にラストアルバム『Crush』をリリースし、1989年に解散した。

## 解散後
ギタリストのライルは1992年にソロアルバム『Sanctuary』をリリース。J.ロビンスはジョーボックスを結成し、モフェットはウールに加入、二人は後にバーニング・エアラインズを結成した。スタブはワシントンD.C.エリアのバンドに参加し2000年にザ・ファクトリー・インシデントを結成。
2007年7月17日、スタブは自宅近くで5人の男から暴行の被害に遭い、口腔外科で手術を受ける。手術費用と奪われた金銭を賄うため9月23日にスタブ・ベイカー、ライルの3人とドラマー、ウィリアム・ナップの4人で「Government Re-Issue」の名で再結成慈善コンサートが開かれた。
2010年12月11日にワシントンD.C.で2度目の再結成公演。売上金はローカルDJが立ち上げた医療基金に寄付された。2014年4月11日にも再結成し、ワシントンD.C.で開かれたダメージド・シティ・フェスティバルに参加し演奏を行った。

## 作品

### スタジオアルバム
- Boycott Stabb （1983年）
- Joyride （1984年）
- The Fun Just Never Ends （1985年）
- Government Issue （1986年）
- You （1987年）
- Crush （1988年）

### EP
- Legless Bull （1981年）
- Make an Effort （1982年）
- Give Us Stabb or Give Us Death （1985年）
- Strange Wine E.P. （1988年）
- The Punk Remains the Same （2009年）

### コンピレーション・アルバム
- No Way Out 82 （1990年）
- Finale （1991年）
- Beyond （1991年）
- Joyride / The Fun Just Never Ends （1995年）
- The Mystic Years （1995年）
- Complete History Volume One （2000年）
- Complete History Volume Two （2002年）

### ライヴ・アルバム
- Live on Mystic （1985年）
- Best of Government Issue Live （1994年）
- Strange Wine: Live at CBGB August 30th, 1987 （2003年）